# Alfred Nalepa
Alfred Nalepa (1856-1929) est un zoologiste autrichien spécialisé dans le domaine de l'acarologie. Il est à la base des connaissances sur les acariens galligènes de la famille des Eriophyidae.

## Biographie
Alfred Nalepa étudie les sciences naturelles à l'Université de Vienne à partir de 1875 et devient assistant du professeur Schmarda à la chaire de zoologie en 1879 où ses premiers travaux portent sur l'anatomie et l'histologie des escargots terrestres et des acariens. Ses tentatives pour devenir chercheur professionnel ayant échoué, il devient enseignant d'histoire naturelle dans un collège de Linz en 1886, puis dans un lycée de Vienne à partir de 1892. Il publie de nombreux manuels scolaires portant sur les sciences naturelles salués par ses pairs. Il prend sa retraite à 56 ans pour raison de santé,.

## Travaux
C'est en tant qu'amateur qu'Alfred Nalepa étudie la taxonomie, l'anatomie, l'écologie, la géonémie, la chorologie et la phénologie des acariens galligènes et gallicoles de la famille des Eriophyidae, caractérisée par ses deux paires de pattes. À son époque, les connaissances sur ce sujet sont extrêmement pauvres. Ses travaux fondamentaux publiés au sein de l'Académie autrichienne des sciences, permettent de différencier les espèces européennes, de caractériser les sexes, les larves et les nymphes et d'en définir les mœurs. De plus, ses études comparatives aboutissent à la classification moderne de cette famille. Son ouvrage majeur, qui s'intitule  Die Systematik der Eriophyiden, est publié en 1917. Tout au long de ses travaux, Alfred Nalepa décrit plus de 400 espèces d'Eriophyidae et 13 genres,. 

## Reconnaissance et postérité

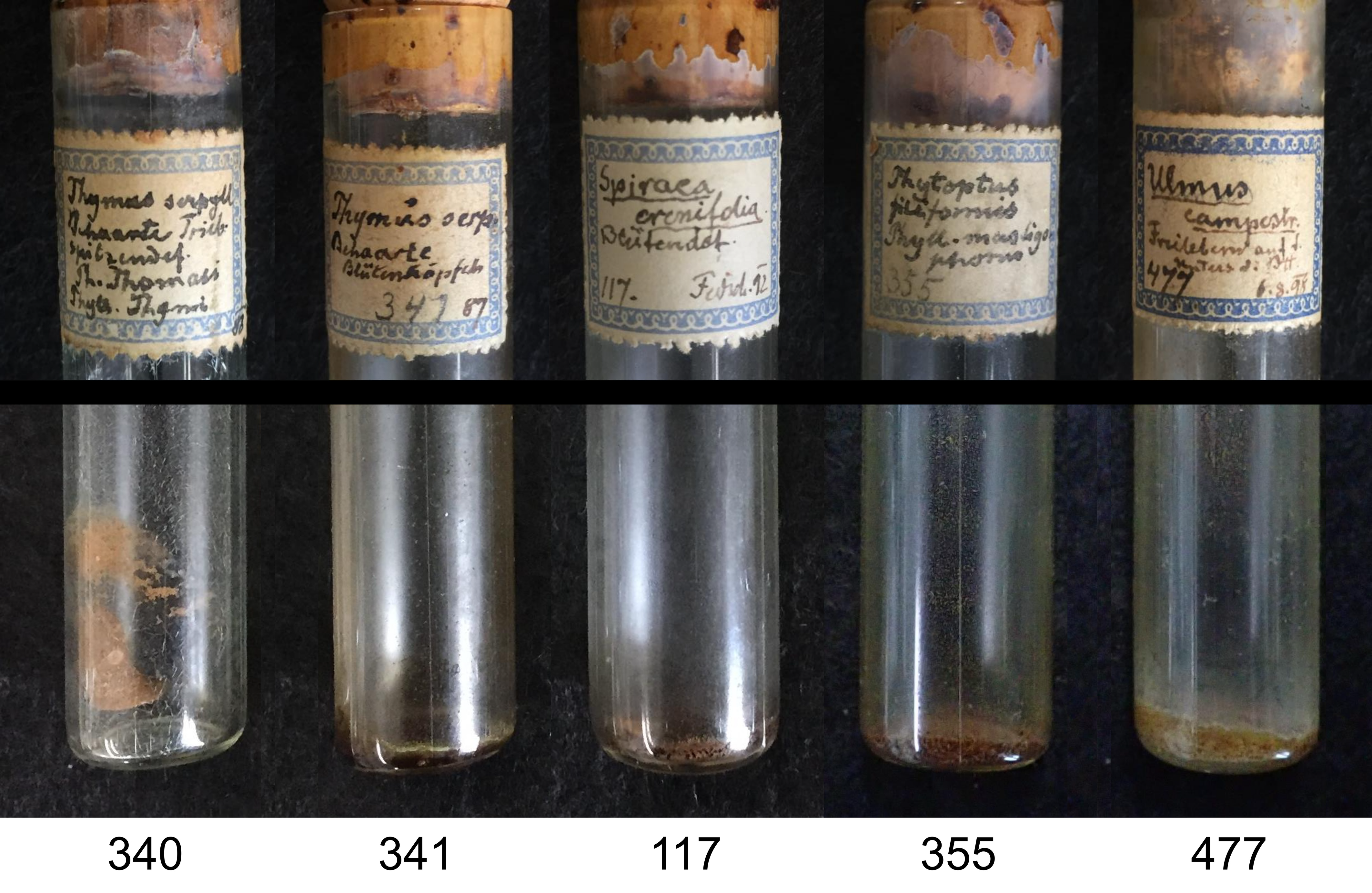
Flacons d'acariens Eriophyidae issus de la collection Nalepa (Musée d'histoire naturelle de Vienne).

En reconnaissance de ses mérites dans le domaine de l'enseignement et de la recherche scientifique, Alfred Nalepa est décoré de la croix de chevalier de l'ordre de François-Joseph et du titre de Regierungsrat pour service public exceptionnel,. Malheureusement, une partie de ses collections ayant été perdues, un grand nombre d'espèces d'Eriophyidae n'ont plus de types. La partie de sa collection préservée du Muséum d'histoire naturelle de Vienne permet de comparer et de caractériser les espèces du monde entier comme en 2022 où son étude aboutit à la détermination de spécimens récoltés aux Japon.
La sous-famille des Nalepellinae et le genre Nalepella ont été nommés en son honneur.